# Moral (film 1920)
Moral è un film muto del 1920 diretto da Eugen Illés che firma anche come direttore della fotografia. La sceneggiatura si basa su un romanzo di Artur Landsberger.

## Produzione
Il film fu prodotto dalla Neutral-Film GmbH di Berlino.

## Distribuzione
Uscì nelle sale cinematografiche tedesche presentato al Neues Reichstheater di Amburgo il 12 settembre 1920.